# Marlioz
Marlioz ist eine französische Gemeinde im Département Haute-Savoie in der Region Auvergne-Rhône-Alpes.

## Geographie
Marlioz liegt auf 550 m, etwa 16 Kilometer nordnordwestlich der Stadt Annecy (Luftlinie). Das Dorf erstreckt sich an aussichtsreicher Lage auf einem Geländevorsprung südlich der Montagne de Sion, rund 150 m über dem Tal der Les Usses, im Genevois.
Die Fläche des 8,12 km² großen Gemeindegebiets umfasst einen Abschnitt des Genevois. Das Gebiet wird von Osten nach Westen vom offenen Tal der Usses (linker Seitenfluss der Rhône) durchquert. Von der Talniederung erstreckt sich das Gemeindeareal nordwärts über den Hang von Marlioz bis auf einen weit nach Süden ausgreifenden Kamm der Montagne de Sion, auf dem mit 630 m die höchste Erhebung von Marlioz erreicht wird. Ein wesentlich kleinerer Gemeindeteil reicht südlich des Vallée des Usses auf die angrenzenden Hänge.
Zu Marlioz gehören neben dem eigentlichen Ortskern auch verschiedene Weilersiedlungen und Gehöfte, darunter: 
- Grière (490 m) am nördlichen Talhang des Usses
- Chez les Gay (390 m) am Usses
- Les Albins (480 m) auf einem Plateau südlich des Vallée des Usses

Nachbargemeinden von Marlioz sind Minzier und Chavannaz im Norden, Cernex und Cercier im Osten, Choisy und Sallenôves im Süden sowie Contamine-Sarzin im Westen.

## Geschichte
Marlioz wird erstmals im 15. Jahrhundert urkundlich erwähnt. Von 1860 bis 2015 gehörten die Wahlberechtigten der Gemeinde zum Wahlkreis (Kanton) Frangy.

## Sehenswürdigkeiten
In Marlioz befinden sich die Kirche und das Schloss aus dem 17. Jahrhundert mit seinen viereckigen Türmen. Auf einer bewaldeten Höhe über dem Zusammenfluss von Usses und Petites Usses steht das Château de Sallenôves, das ursprünglich aus dem 11. Jahrhundert stammt, jedoch im 14. und 17. Jahrhundert umfassend umgestaltet wurde.

## Bevölkerung
| Jahr                       | 1962 | 1968 | 1975 | 1982 | 1990 | 1999 | 2006 | 2011 | 2020 |
| Einwohner                  | 312  | 285  | 234  | 313  | 428  | 440  | 616  | 715  | 1053 |
| Quellen: Cassini und INSEE |      |      |      |      |      |      |      |      |      |

Mit 1052 Einwohnern (Stand 1. Januar 2022) gehört Marlioz zu den kleinen Gemeinden des Départements Haute-Savoie. Im Verlauf des 19. und 20. Jahrhunderts nahm die Einwohnerzahl aufgrund starker Abwanderung kontinuierlich ab (1861 wurden in Marlioz noch 695 Einwohner gezählt). Seit Mitte der 1970er Jahre wurde jedoch wieder eine deutliche Bevölkerungszunahme verzeichnet.

## Wirtschaft und Infrastruktur
Marlioz ist noch heute ein vorwiegend durch die Landwirtschaft geprägtes Dorf. Daneben gibt es einige Betriebe des lokalen Kleingewerbes. Zahlreiche Erwerbstätige sind Wegpendler, die in den größeren Ortschaften der Umgebung sowie im Raum Annecy und Genf-Annemasse ihrer Arbeit nachgehen.
Die Ortschaft liegt abseits der größeren Durchgangsstraßen an einer Departementsstraße, die von Vers nach Sallenôves führt. Weitere Straßenverbindungen bestehen mit Minzier und Cercier. Der nächste Anschluss an die Autobahn A41 befindet sich in einer Entfernung von rund 13 km.